# Allium baytopiorum
Allium baytopiorum — вид трав'янистих рослин родини амарилісові (Amaryllidaceae), ендемік Туреччини.

## Опис
Три-чотирилистий, до 1 м заввишки, ароматний багаторічник з однорічною, кулястою цибулею шириною 2–3 см. Листки приблизно 5 мм шириною, гладкі, порожнисті. Стебло суцвіття 60–100 см завдовжки, жорстке. Суцвіття — кінцевий напівсферичний зонтик, шириною ≈ 5 см. Квітки завдовжки 6–7 мм. Пелюстків 6, стійкі, одножильні, від пурпурового до коричнево-пурпурового забарвлення, білуватий прожилок. Тичинок 6, пиляки довжиною 1–2 мм. Зав'язь з тридольна. Плід — коробочка. 
Цвіте в травні.

## Поширення
Ендемік Туреччини (схід).
Населяє гірські степи на ≈ 1200 м н. р. м..

## Загрози й охорона
Основні загрози — надмірний випас і виготовлення сіна.
A. baytopiorum занесений до Червоної книги турецьких рослин. Крім того, колекція видів Allium заборонена в природі на національному рівні національним регулюванням щодо збирання цибулинних рослин.